# 여수부영초등학교
여수부영초등학교는 대한민국 전라남도 여수시 여서동에 있는 공립 초등학교이다.

## 학교 연혁
- 2020년 9월 1일 제12대 강정이 교장 부임
- 2020년 3월 1일 27학급 편성(특수 1학급)
- 2020년 2월 14일 제23회 졸업생 139명 (총 4,771명 졸업)
- 1996년 5월 29일 여수부영초등학교 개교식
- 1996년 3월 1일 여수부영초등학교 개교(25학급)(문수에서 분리)

## 학교 상징
- 우리 학교 꽃 - 국화 : 성실, 온화
- 우리 학교 나무 - 향나무 : 생동감, 젊음
- 우리 학교 색 - 녹색 : 온화, 약진

## 참고 자료
- 여수부영초등학교 - 한국교육학술정보원 학교알리미